# Kraal

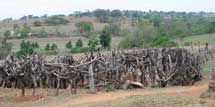
Un kraal de bétail sud-africain

Un kraal (mot afrikaans, du portugais curral pour « enclos à bétail ») était au départ un hameau de forme circulaire avec une structure sociale stricte. Les kraals existaient principalement en Afrique australe. Ils étaient généralement entourés d’un rempart d’épines en forme de palissade.
De nos jours, le terme kraal ne désigne plus que l’enclos à bétail qui se trouvait autrefois au milieu du hameau. On le trouve néanmoins parfois encore dans les noms de lieux en Afrique du Sud.

## En Afrique australe
La structure sociale était strictement organisée en patriarcat : chaque umuzi était dirigé par le père de famille. Ses femmes et enfants habitaient leurs cases respectives, ces dernières étant généralement positionnées autour de l'enclos à bœufs. Plusieurs umuzi pouvaient se retrouver au sein d'un kraal. Cet agencement était notamment courant chez les Zoulous du Natal. D’autres membres de la famille pouvaient aussi vivre au sein du kraal en se soumettant à l'autorité du chef de famille, assurée par la tradition. L’importance d’un kraal dépendait du statut de son chef (voir plus bas).
Cette structure peut aussi être vue comme la pierre angulaire de l’ordre social et économique de l'époque. Les kraals formaient des alliances informelles dirigées par des chefs de tribu, ces alliances étant elles-mêmes soumises à un chef principal, puis à un chef suprême voire, lorsqu'une tribu africaine était à son apogée, à un roi.

### Kraal royal

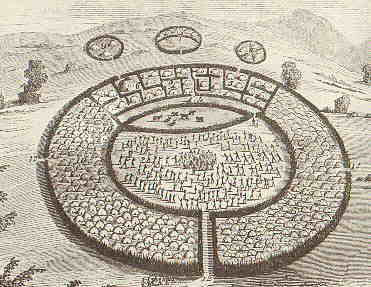
Gravure représentant le kraal du roi zoulou Dingane (vers 1840)

À la différence des kraals purement civils, le kraal royal était une construction militaire destinée à protéger le souverain. Il était généralement de forme ovale et entouré d'une palissade de poteaux robustes. Ce type de construction n'eut cependant pratiquement aucun rôle stratégique lors des conflits entre les peuples autochtones et les immigrants blancs. En revanche, il revêtait une grande importance lors des querelles entre tribus. Les kraals royaux étaient courants chez les Zoulous et les Ndébélés.

### Kraal de pêche
Le mot kraal désigne également une méthode de pêche efficace utilisée par les Tsongas. Elle fait appel à un piège similaire à une nasse, mais de dimensions plus grandes. Un canal est construit à l'aide de branches, au bout duquel se trouve un panier dont l'entrée est en forme de valve. Les poissons peuvent donc y entrer mais pas en sortir. Ce type de pêche est courant dans la baie de Kosi.

## En Afrique orientale
Chez les Maasaï, population nomade, kraal désigne un petit regroupement de huttes. Cependant, il ne s'agit pas nécessairement, comme en Afrique australe, d'un village fixe : celui-ci peut aussi être composé de huttes facilemement démontables. Chaque kraal abrite une famille élargie dirigée par un patriarche. La famille comprend les femmes du patriarche mais aussi ses fils mariés. Les femmes s’occupent de la construction et de l’entretien des huttes, et chacune dispose de sa propre hutte.

## En Asie
Au Sri Lanka, en Inde et en Thaïlande, le mot kraal désigne un enclos pour les éléphants.

## Autres emplois
Chez les scouts, le mot kraal désigne l'endroit du camp prévu pour accueillir du monde, pour tenir les conseils et la Cour d'Honneur.
Kraal est aussi le nom d'un groupe de métal formé en 1995 à Lille.